# Bürg (krater księżycowy)
Bürg – wyraźny krater uderzeniowy na Księżycu. Leży w obszarze formacji Lacus Mortis. Na południe i na południowy wschód znajduje się para kraterów  Plana i Mason. Na zachód, poza krawędzią Lacus Mortis, znajduje się wyraźniejszy krater Eudoksos.
Krawędź krateru Bürg jest niemal okrągła, ze stosunkowo niewielkim zniszczeniem. Wnętrze jest w kształcie misy, a w środku znajduje się większe wzniesienie. Na zachód znajduje się system rowów, nazwany Rimae Bürg, który rozciąga się na długość ok. 100 km.

## Satelickie kratery
Zgodnie z konwencją poniższe obiekty są identyfikowane na mapie Księżyca, umieszczając literę po tej stronie centralnego punktu krateru, która jest bliższa krateru Bürg.
| Kirchhoff | Szerokość | Długość | Średnica |
| --------- | --------- | ------- | -------- |
| A         | 46,8° N   | 33,1° E | 12 km    |
| B         | 42,6° N   | 23,5° E | 6 km     |